# Krąpsko Małe
Krąpsko Małe – jezioro w woj. wielkopolskim, w pow. złotowskim, w gminie Jastrowie, leżące na terenie Równiny Wałeckiej. Jezioro położone jest około 5 km na północ od Szwecji.
Według urzędowego spisu opracowanego przez Komisję Nazw Miejscowości i Obiektów Fizjograficznych (KNMiOF) opublikowanego przez Główny Urząd Geodezji i Kartografii (GUGiK) i udostępnionego na stronach Komisja Standaryzacji Nazw Geograficznych (KSNG) nazwa tego jeziora to Krąpsko Małe. W niektórych publikacjach jezioro to występuje pod nazwą Kramsko Małe
.
Powierzchnia zwierciadła wody według różnych źródeł wynosi od 13,5 ha przez 17,0 ha do 17,08 ha.
Zwierciadło wody położone jest na wysokości 85,3 m n.p.m. lub 85,1 m n.p.m.. Średnia głębokość jeziora wynosi 4,4 m, natomiast głębokość maksymalna 8,0 m.
Jest to jezioro polodowcowe, rynnowe o typowym dla tych jezior wydłużonym kształcie i stromych brzegach porośniętych lasem.
Z jeziora tego wypływa rzeka Rurzyca, którą wiedzie Szlak wodny im. Jana Pawła II. Rzeką tą jezioro to jest połączone z jeziorem Krąpsko Długie.